# 笹岡ひなり
笹岡 ひなり（ささおか ひなり、2004年1月25日 - ）は、日本生まれの女優。ジョビィキッズ所属。

## 人物・来歴
2013年春のTBS木曜ドラマ9「潜入探偵トカゲ」でドラマデビュー。2016年度上半期放送のNHK朝ドラマ連続テレビ小説の第94シリーズ「とと姉ちゃん」に出演し、知名度を上げる。

## 出演作品

### 映画
- MIRACLE デビクロくんの恋と魔法（2014年）
- 僕だけがいない街（2015年）美里役
- 青春ジャック 止められるか、俺たちを2（2024年）[1]

### テレビドラマ
- 潜入探偵トカゲ（2013年、TBS）
- 刑事のまなざし 第5話（2013年、TBS）横瀬舞 役[2]
- 刑事・ガサ姫〜特命・家宅捜索班〜3（2014年、テレビ東京）越水瞳 役
- マルモのおきてスペシャル2014（2014年、フジテレビ）島本さくら 役
- ビンタ!〜弁護士事務員ミノワが愛で解決します〜（2014年、読売テレビ）
- ワイルド・ヒーローズ（2015年、日本テレビ）[3]
- 世にも奇妙な物語 嘘が生まれた日（2015年、フジテレビ）市川幸恵 役
- とと姉ちゃん（2016年、NHK）花山茜（12歳時）役
- 破獄（2017年、テレビ東京）美代子（少女時代） 役
- 全力失踪（2017年、NHK BSプレミアム）同級生C 役
- 花へんろ特別編 春子の人形（2018年、NHK BSプレミアム）女子学生 役

### CM
- 味の素Cook Doシリーズ（2018年）次女 役[4]

### コンサート
- 芦田愛菜ファーストコンサート〜ウィンターワンダーランド〜（2012年12月27日）